# Engenho da Cachoeira
Engenho da Cachoeira, também conhecido como Engenho Santo Antonio da Cachoeira, foi uma das propriedades açucareiras e cafeeiras de Antonio Manoel Teixeira (1795 - 1850). Construído em 1820, o engenho era uma das três propriedades de Antonio Manoel localizadas às margens dos rios Atibaia e Jaguari, na antiga Vila de São Carlos, atual região de Campinas, e integrou o processo de povoamento do Oeste Paulista pelo sistema da economia açucareira do século XIX, marcada pelo uso de mão de obra escrava.
O engenho foi fruto de herança herdada por Antonio Manoel e, treze anos após a sua construção, já acumulava patrimônio significativo em escravos, possuindo 230 em sua propriedade. Em seu testamento, Antonio expressa a vontade de libertar ao menos nove casais de escravos, determinando que dois deles recebessem uma casa que pudesse ser, por sua vez, herdada por seus descendentes. De acordo com inventário de 1850 de Antonio Manoel, 48% de sua riqueza se dava pelo ativo humano de escravos, superando o valor correspondente às suas terras, plantações e edificações do engenho.

## Representações artísticas

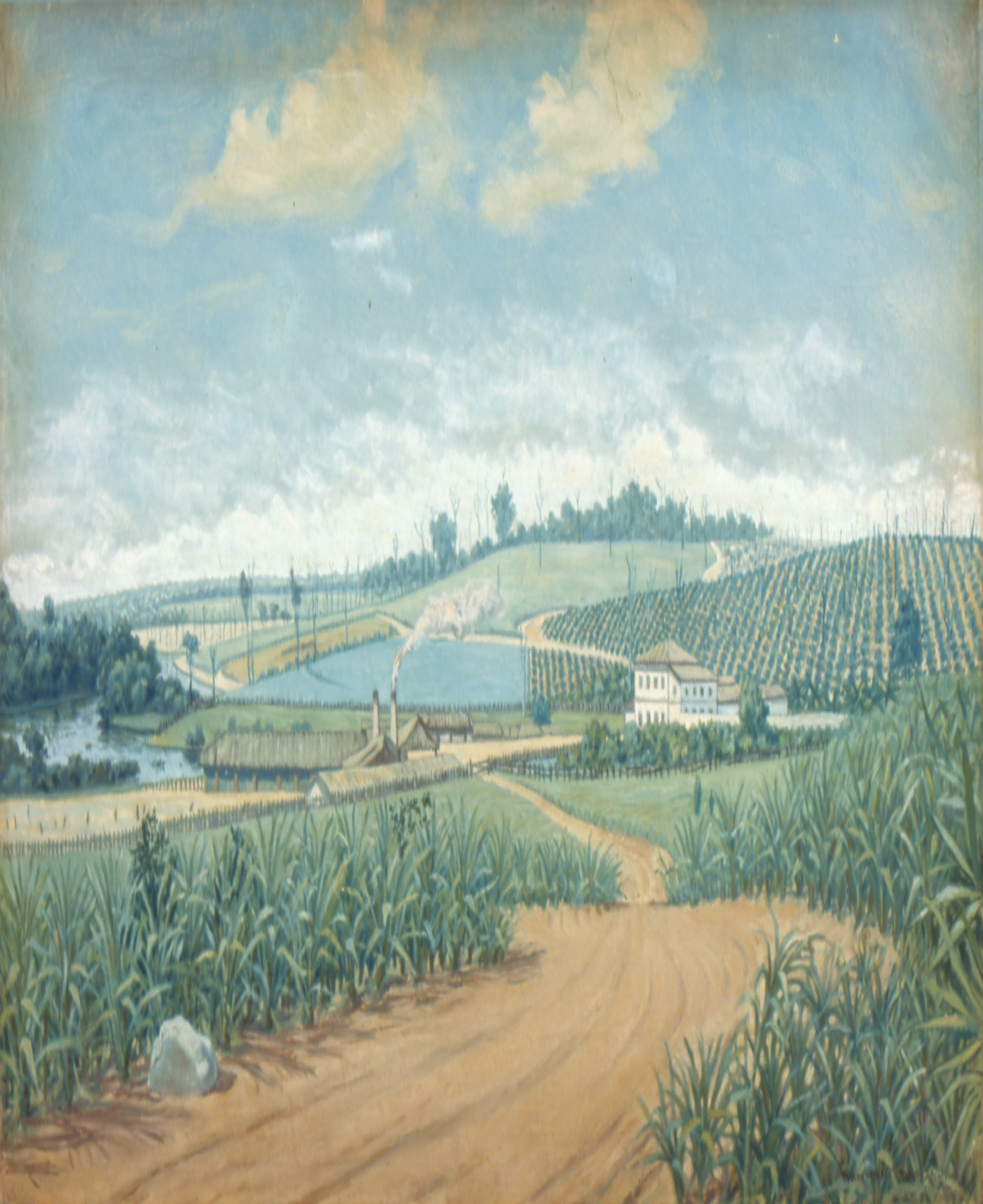
Engenho da Cachoeira - Campinas, 1839, do artista Henrique Manzo

A propriedade do engenho foi objeto de ilustrações do pintor Hercule Florence em pelo menos quatro momentos. As obras do artista são consideradas um importante registro da paisagem e da organização da economia açucareira e cafeeira que se estabelecia no Oeste Paulista do período. Florence retratou a propriedade em 1834, 1835, 1845 e 1848, de forma a registrar o processo de transformação na propriedade que se adaptava para cultivar café além do açúcar. Dentre os elementos retratados na série de Florence, constam a casa-grande, a senzala, o engenho de serra, o engenho de açúcar, a mata virgem ao redor da propriedade, o cafezal que se formava, tropas de mulas e homens trabalhando no cultivo do terreno.
Foi retratado por Sylvio Alves na pintura a óleo Fazenda de Antônio Manuel Teixeira na Venda Grande - Campinas, 1845, sob guarda do Museu Paulista. Também sob a guarda do museu está a obra de Henrique Manzo Engenho da Cachoeira - Campinas, 1839.
O engenho também foi inspiração para a composição de quadrilhas de Carlos Gomes. O compositor viveu na região de Campinas até 1859 e, quase dez anos depois de partir para a Itália, publica em 1868 as quadrilhas Intituladas Caxoeira, Santa Maria, Morro Alto e Saltinho, cujas denominações remetem às fazendas de Antonio Manoel Teixeira.